# Carmelina Sánchez-Cutillas
Carmelina Sánchez-Cutillas i Martínez del Romero (Madrid, 23 juin 1921 – Valence, 22 février 2009) est une historienne, écrivaine et une poétesse valencienne,.

## Biographie
Carmelina Sánchez-Cutillas est née à Madrid le 23 juin de 1921. Après une courte période à Barcelone, sa famille s’installe définitivement dans la ville de Valence. Elle passe son enfance à Altea, où elle est sous l’influence de son grand-père, l’historien d’Altea Francesc Martínez i Martínez. Cette circonstance affecte son activité intellectuelle ultérieure. Elle étudie la philosophie et de lettres à l’Université de Valence et rejoint ensuite le journal Levante où elle traite des pages culturelles écrit des articles sur des sujets historiques et littéraires. Il ne s’agit pas d’une activité isolée, car, avec ces articles, Carmelina Sanchez Cutillas a publié plusieurs études sur l'histoire et la littérature médiévale, à la fois en espagnol et en catalan, comme Don Jaime el Conquistador en Alicante (1957), Lletres closes de Pere el Cerimoniós endreçades al Consell de València (1967) et Jaume Gassull, poeta satíric valencià del s. XV (1971).
En tant qu’écrivaine créative Carmelina cultive principalement la poésie et est l'une des figures qui composent la génération poétique des années 50, ou de l'après-guerre, avec Valls, Matilde Llòria, Maria Ibars, Vicent Andrés Estellés o Maria Beneyto entre autres. Elle est l’auteure d’El llamp i la sageta dels records et A la reverent e honrada Sor Francina de Bellpuig, monja professa al convent de la Puritat cara cosina nostra (1981), dans lesquelles Carmelina utilise le piège historiographique pour se faire passer pour un transcripteur d’un texte médiéval de sœur Isabel de Villena.
Dans Matèria de Bretanya elle réfléchit sur le passé, sur les souvenirs et la mythologie. C’est ce thème qui est développé dans son recueil de poème le plus ambitieux Els jeroglífics i la pedra de Rosetta (1976), où les références aux bagages mythologiques et légendaires de diverses cultures sont constantes. Plus tôt cependant, dans les années soixante, elle publie deux autres poèmes d’esthétique réaliste (et particulier premier) : Un món rebel (1967) et Conjugació en primera persona (1969). Sa production ne s’est pas arrêtée avec ces œuvres. En 1980, elle publie son dernier recueil de poèmes Llibre d’amic e amada, plus proche de l'esthétique du recueil de poèmes de 1969 que Els jeroglífics . Enfin en 1997, l'œuvre poétique de Carmelina Sánchez Cutillas a été publiée dans son intégralité, qui comprend toutes ses compositions.
Elle est décédée à l'âge de 82 ans, le 22 février 2009 dans la ville de Valence. En 2011, sa bibliothèque et ses archives ont été données à la Biblioteca Valenciana Nicolau Primitiu.
Une grande partie de son œuvre reste inédite.

## Reconnaissance
En 2008 elle a reçu le Valencienne de l’année 2008 par la fondation Huguet et a été membre honoraire de l’AELC (Association des écrivains en langue catalane). L'Académie valencienne de la langue l’a désignée écrivaine de l’année 2020.
Partout dans la géographie valencienne, il  à plusieurs rues et bâtiments qui portent son nom. Entre autres, en 2010 une place portant son nom a été inaugurée à Altea et en 2011, deux ans après sa mort, une bibliothèque a été inaugurée à Benicalap (district de Valence). En outre, en 2017, le Parlement valencien a organisé une loi en hommage coïncidant avec la journée  des écrivaines, avec la présence du président du Parlement valencien Enric Morera, du président de la Generalitat valencienne Ximo Puig et de l’ancienne ministre de la culture Carmen Alborch.
En 2020, lors des actes de la semaine de la femme, la Mairie de Massalfassar a inauguré la Salle Carmelina Sanchez-Cutillas, en l'honneur de Carmelina. Elle a été nommée par l'Académie valencienne de la langue d'écriture de l'année 2020. La nomination a également été prolongée jusqu'en 2021 en raison du report des activités par crise du COVID-19.